# Běnyuánbù
Il Běnyuánbù (本緣部) ( T.D. vol. 03-04],  184 rotoli, sezione dal n. 152 al n. 219) è la sezione del Canone cinese che  raccoglie gli Avadāna, vite antecedenti del Buddha e degli Arhat di derivazione Sarvāstivāda, simili ai Jātaka del Canone pāli ma con evidenti aggiunte Mahāyāna. Contiene anche:
- Buddhacarita (佛所行讚, pinyin:  Fó suǒxíng zàn, giapp. Butsu shogyō san) di Aśvaghoṣa, tradotto da Dharmakṣema. T.D. 192.4.1-54.
- Dharmapada  (法句經, Fǎjù jīng, giapp. Hokku kyō) compilato da Dharmatrāta, uno dei patriarchi indiani della scuola Sarvāstivāda,  portato in Cina da Vighna e da lui tradotto nel 224 (T.D. 210.4.559-574.), insieme a Zhú Jiāngyán (竺將炎) e  Zhī Qiān (支謙); nel 290-306 viene prodotta una nuova traduzione con il commentario di Fǎjù (法炬); poi un'altra da Saṃghabhadra e Zhú Fóniàn (竺佛念) nel 398-9; e infine da Tiānxīzāi (天息災) nel 980-1001.
- Jātaka-sūtra (生經, pinyin: Shēng jīng, giapp. Shō kyō), tradotto Dharmarakṣa. T.D. 154.
- Lalitavistara (普曜經, pinyin: Pǔyào jīng, giapp. Fuyō kyō), tradotto Dharmarakṣa in 8 fascicoli nel 308 (T.D. 186.3.483-539). Vi è anche una traduzione più tarda di Divākara in 12 fascicoli (T.D. 187.3.539-617) che prende il nome di Fāngguǎng dà zhuāngyán jīng (方廣大莊嚴經, giapp. Hōkō dai shōgon kyō). E un sutra forse Sarvāstivāda con forti influenze Mahāyāna dove il Buddha Śākyamuni racconta la sua vita nel paradiso di Tuṣita prima di scendere nel nostro mondo per salvare gli esseri senzienti. Contiene un elenco dei Trentadue segni maggiori di un Buddha.